# Futebol Clube do Porto (féminines)
«  FCP (football) » redirige ici. Pour les autres significations, voir FCP.
Maillots
Actualités
Le Futebol Clube do Porto (féminines) est la section féminine du FC Porto basé à Porto.

## Histoire
Le Futebol Clube do Porto est un club multisports fondé le mercredi 28 septembre 1893.
La section féminine du FC Porto est fondée en 2024 à la suite de la victoire d'André Villas-Boas aux élections de la présidence du FC Porto face au président sortant Jorge Nuno Pinto da Costa dont le projet d'introduire une équipe de football féminine faisait partie du programme de Villas-Boas. L'équipe est admise en III Divisão Femenina et participe également à la Coupe du Portugal.
En août 2024, le FC Porto affronte União de Leiria dans le match inaugural du club, à l'Estadio do Dragão. Une large victoire 9-0 et un nouveau record d'affluence pour un match de football féminin, au Portugal avec plus de 30000 spectateurs présents dans le stade.
En avril 2025, suite à sa large victoire 8-0 contre Varzim, le FC Porto a assuré sa montée en deuxième division, après seulement 1 saison.

### Dates clés
- 2024: Création de la section féminine de football.
- 2024: Premier match officiel, directement en Coupe du Portugal féminine contre Académico de Viseu, une victoire 3-0 pour le FC Porto.
- 2024: le FC Porto remporte un match historique contre Soalhães 28-0. Ce qui constitue la plus large victoire du football féminin portugais. Adriana Semedo a notamment marqué un sextuplé "6 buts", également une première dans le football féminin au Portugal.
- 2025 : Vainqueur du championnat de troisième division et promotion en deuxième division portugaise.

### Palmarès
Le tableau suivant liste le palmarès du Futebol Clube do Porto actualisé à l'issue de la saison 2024-2025 dans les différentes compétitions officielles aux niveaux national, international et régional.
| Compétitions nationales                | Compétitions régionales                   |
| III Divisão Feminina : Champion : 2025 | Taça Feminina AF Porto : Finaliste : 2024 |
| Compétitions internationales           | Taça Feminina AF Porto : Finaliste : 2024 |
|                                        | Taça Feminina AF Porto : Finaliste : 2024 |
| Équipe réserve                         | Équipes de jeunes                         |
|                                        |                                           |

### Bilan saison par saison
Le tableau suivant retrace le parcours de la section féminine depuis sa création en 2024.
| Édition   | Division 1 | Division 2 | Division 3 | Coupe du Portugal | Supercoupe du Portugal | Coupe de la Ligue | Coupes Européennes |
| 2024-2025 | -          | -          | Champion   | 1/16 finale       | -                      | -                 |                    |
| 2025-2026 | -          | à venir    | -          | à venir           | -                      | -                 |                    |

## Statistiques

### Bilan général
Depuis la saison 2024-2025
| Competition            | T | S | Pld | G  | N | P | Vict. % | BP  | BC | DB   |
| ---------------------- | - | - | --- | -- | - | - | ------- | --- | -- | ---- |
| National               |   |   |     |    |   |   |         |     |    |      |
| III Divisão Feminina   | 1 | 1 | 26  | 26 | 0 | 0 | 100,00  | 221 | 9  | +212 |
| Taça de Portugal       | 0 | 1 | 3   | 2  | 0 | 1 | 98,5    | 8   | 1  | +7   |
| Taça Feminina AF Porto | 0 | 1 | 7   | 6  | 0 | 1 | 98,84   | 42  | 5  | +37  |
| Total national         | 1 | 1 | 36  | 34 | 0 | 2 | 94,44   | 271 | 15 | +256 |
| TOTAL                  |   |   |     |    |   |   |         |     |    |      |
| Total                  | 1 | 1 | 36  | 34 | 0 | 2 | 94,44   | 271 | 15 | +256 |

## Personnalités du club

### Historique des présidents
- André Villas-Boas (2024-)

### Entraîneurs
| Entraîneur    | Période | Titres | Matchs dirigés | Victoires | Nuls | Défaites | % victoires |
| ------------- | ------- | ------ | -------------- | --------- | ---- | -------- | ----------- |
| Daniel Chaves | 2024 -  | 1      | 36             | 34        | 0    | 2        | 94,44 %     |

### Meilleures buteuses par saison
Ce tableau présente les meilleures buteuses du FC Porto à l'issue de chaque saison (toutes compétitions confondues).
| Saison    | Joueuse             | Buts |
| --------- | ------------------- | ---- |
| 2024-2025 | Veronica Khudyakova | 61   |
| 2025-2026 |                     |      |